# 횡계초등학교
횡계초등학교는 대한민국 강원특별자치도 평창군 대관령면 횡계리에 있는 초등학교인데 1967년 5월 6일에 도암국교의 횡계분교장으로 첫 개교하여 1969년 3월 1일, 횡계국교로써 따로 승격하였다.

## 학교 연혁
- 1967.05.06	도암초등학교 횡계분교장으로 개교(설립인가 3월 1일)
- 1969.03.01	횡계 국민학교로 승격
- 1984.06.27	횡계초 병설유치원 인가
- 1994.08.10	롤러 스케이트장 준공
- 1996.03.01	횡계초등학교로 개칭
- 1998.09.26	강원도 교육청 지정 에너지 절약 시범학교 운영 보고
- 1999.01.22	교육활동 우수교 교육부 장관 표창
- 2000.07.01	도서실 개관(보유 도서 8,500권 전산화)
- 2000.10.16	강원도 교육청 지정 독서 지도 시범학교 운영 보고
- 2000.12.14	학교 종합정보관리 시스템 구축
- 2004.11.17	체육관 및 도서관 개관
- 2008.12.31	체육 우수학교 표창(강원도교육감)
- 2008.12.31	교육활동 유공 학교 표창(강원도교육감)
- 2012.10.01	강원도교육청 사이버 가정학습 연구학교 운영 보고
- 2015.02.13	제46회 졸업식(졸업생 총수 3994명)
- 2015.03.01	제17대 김동우 교장 부임